# 캘리포니아주의 가뭄

미국 가뭄 모니터 범주의 면적 비율

역사적이고 현재 진행 중인 캘리포니아의 가뭄은 다양한 복합적인 기상 현상으로 인해 발생하며, 이 중 일부는 과학자들에 의해 완전히 이해되지 않고 있다.
가뭄은 일반적으로 "장기간(보통 한 계절 이상)에 걸쳐 강수량이 부족하여 물 부족을 초래하는 현상"으로 정의된다.
강우(또는 강설) 부족 또는 미미한 강수량, 평균보다 높은 기온, 대기 중 건조한 기단은 일반적으로 가뭄 조건의 원인이 되며, 이러한 자연적 요인들은 인구 증가와 물 수요 증가로 더욱 복잡해진다. 캘리포니아의 수원은 수많은 원천에서 얻어지고 다양하고 복잡한 날씨 패턴에 의해 충족되므로 가뭄의 단일 원인은 없다. 캘리포니아는 미국에서 가장 인구가 많고 가장 큰 농업 생산지일 뿐만 아니라 가장 생물다양성이 풍부한 주이다. 따라서 캘리포니아의 가뭄은 광범위한 경제적, 환경적 영향을 미칠 수 있다.
가뭄에는 (1) 기상학적 가뭄, (2) 농업적 가뭄, (3) 수문학적 가뭄, (4) 사회경제적 가뭄, (5) 생태학적 가뭄의 다섯 가지 주요 기술적 범주가 있다. 기상학적 가뭄은 교란을 일으키지 않고 단명할 수 있지만, 오래 지속되면 그 영향에 따라 다른 범주에 속할 수 있다. 기술적 범주 외에도 개빈 뉴섬 주지사와 그의 행정부는 2023년에 정치적 가뭄이라는 개념을 도입했다. 이는 단기적인 가뭄 조건이 완화된 후에도 주정부의 공공 정책 조치가 계속되어야 함을 의미한다.
캘리포니아의 강수량은 주로 11월부터 5월까지 발생하며, 주 전체의 비와 눈은 대부분 겨울철에 내린다. 이러한 미묘한 균형은 건조한 우기가 지속적인 결과를 초래할 수 있음을 의미한다.

## 기후
가뭄은 캘리포니아의 자연 기후에 본질적인 것이다. 캘리포니아 지역 전체에 걸쳐 1,000년 이상 거슬러 올라가는 고기후 기록은 지난 세기보다 더 심각한 건조기를 보여준다. 고대 데이터는 100년 이상 지속된 두 번의 초대형 가뭄을 밝혀냈는데, 하나는 220년 동안, 다른 하나는 140년 동안 지속되었다. 20세기에는 수많은 가뭄이 있었지만, 이 시대는 3,500년의 광범위한 역사와 비교할 때 상대적으로 "습한" 시기로 간주될 수 있다. 최근에는 5~10년 동안 지속되는 가뭄이 우려를 낳고 있지만, 이는 이례적인 현상이 아니다. 오히려 10년 지속되는 가뭄은 이 주의 고유한 기후의 일반적인 특징이다. 과학적 증거에 따르면, 먼 과거에 감지된 초대형 가뭄만큼 심각한 건조기가 인위적인 기후 변화가 없더라도 재발할 가능성이 높다.

## 기후 변화
기후변화에 관한 정부간 협의체 또는 IPCC에 따르면, 기후 변화의 영향에 대한 제6차 평가 보고서(AR6)는 지구의 미래에 대한 여러 과학적으로 뒷받침되는 주장을 밝혀냈다. 기후 패턴의 변동성은 자연적으로 발생하는 현상이지만, AR6은 인간의 영향이 복합적인 기상이변의 가능성을 높였다고 결론지었다. 특히 "전 세계적으로 폭염과 가뭄의 동시 발생 빈도가 증가하고 있다"는 점을 높은 확신으로 밝혔다.
미국 해양대기청 가뭄 태스크포스(NOAA Drought Task Force)의 2014년 보고서에 따르면, 가뭄은 강수량의 장기적인 변화의 일부가 아니며 자연적인 변동성의 증상이었지만, 최근 가뭄을 동반한 기록적인 고온은 인간이 유발한 지구 온난화로 인해 증폭되었을 수 있다고 한다. 이는 2015년 과학 연구에 의해 확인되었는데, 이 연구는 지구 온난화가 "2012년~2014년 관측된 가뭄 이변의 8~27%를 차지했다"고 추정했다. 자연적 변동성이 지배적이지만, 인위적 온난화는 극심한 캘리포니아 가뭄의 전반적인 가능성을 상당히 증가시켰다. 2016년에 발표된 연구는 기후 변화의 순 영향이 농업 가뭄의 가능성을 낮췄다는 것을 발견했으며, 저자들은 "우리의 결과는 가뭄이 캘리포니아 농업 부문, 숲, 기타 식물 생태계에 미치는 현재의 심각한 영향이 장기적인 기후 변화에 의해 실질적으로 발생하지 않았음을 나타낸다"고 언급했다.
가뭄 단계는 캘리포니아 기후에 필수적이다. 또한, 전 지구적인 라니냐 또는 엘니뇨, 혹은 중립 ENSO 기상 현상은 일반적으로 캘리포니아와 미국 남서부, 그리고 어느 정도는 미국 남동부에서 더 건조하고 더운 조건과 가뭄의 악화와 관련이 있다. 기상 과학자들은 라니냐 현상이 시간이 지남에 따라 더 자주 발생한다는 것을 관찰했다.
21세기 들어 캘리포니아 날씨의 극심한 변동이 관찰되고 있다. 2015년 캘리포니아는 최소 500년 만에 최저 적설량을 기록했으며, 2012년~2015년 기간은 최소 1200년 만에 가장 건조한 시기였다. 그러나 2016년~2017년 겨울은 북부 캘리포니아에서 기록상 가장 습한 겨울이었고, 1982년~1983년에 세워진 이전 기록을 넘어섰다. 2017년 2월, 샤스타 호수, 오로빌 호수, 폴섬 호수는 동시에 홍수 통제를 위해 물을 바다로 방류했다. 오로빌 호수는 본 댐 수문이 손상된 후 48년 만에 처음으로 비상 수문을 통해 물이 넘쳐 흘러 20만 명이 일시적으로 대피했다. 2월 9일 샤스타 호수, 오로빌 호수, 폴섬 호수로 유입된 총 유량은 764,445 에이커피트 (0.942929 km3)였다. 이틀 후, 총 홍수 조절 방류량은 370,260 에이커피트 (0.45671 km3)였다. 이 물은 로스앤젤레스 카운티의 도시 요율로 3억 7천만 달러에 해당했을 것이다.

## 건조한 해
최근 기록된 역사에서 캘리포니아주는 1841년, 1864년, 1895년, 1924년, 1928년~1935년, 1947년~1950년, 1959년~1961년, 1976년~1977년, 1986년~1992년, 2007년~2009년 그리고 2011년~2017년, 2020년~2022년, 2024년~2025년과 같은 주기적인 가뭄을 겪었다.
1841년 이래, 다음 건조한 해들은 강수량이 현저히 평균 이하였다.
- 1841년[21]
- 1863년~1864년[21]
- 1895년~1896년
- 1917년~1921년
- 1922년~1926년
- 1928년~1937년
- 1943년~1951년
- 1959년~1961년
- 1971년~1972년
- 1976년~1977년
- 1987년~1992년
- 1999년~2004년
- 2006년~2009년
- 2011년~2017년[22]
- 2020년~2022년[5]
- 2024년~2025년

### 1841년
이 가뭄은 매우 심각하여 당시 정착민의 기록에 따르면 소노마군 지역이 "농업에 전혀 부적합하다"고 주장되었다.

### 1863년~1864년
이 가뭄은 1861년~1862년의 집중 호우에 뒤이어 발생했다.

### 1924년
이 가뭄은 농부들이 관개를 더 자주 사용하기 시작하도록 장려했다. 캘리포니아 날씨의 변동성 때문에 농부들에게는 꾸준한 물 공급이 필수적이었다.

### 1928년~1937년
이 가뭄은 1920년대와 1930년대 미국 평원 지역의 특징이었던 역사적인 황진 시기에 발생했다.
센트럴 밸리 프로젝트는 가뭄에 대응하여 1930년대에 시작되었다.

### 1950년대
1950년대의 가뭄은 주 수자원 프로젝트의 창설에 기여했다.

### 1976년~1977년
1977년은 현재까지 주 역사상 가장 건조한 해였다. 로스앤젤레스 타임스에 따르면, "1970년대의 가뭄은 도시 보존 노력을 촉발시켰고, 주의 가뭄 비상 수자원 은행은 1980년대 가뭄에서 비롯되었다."

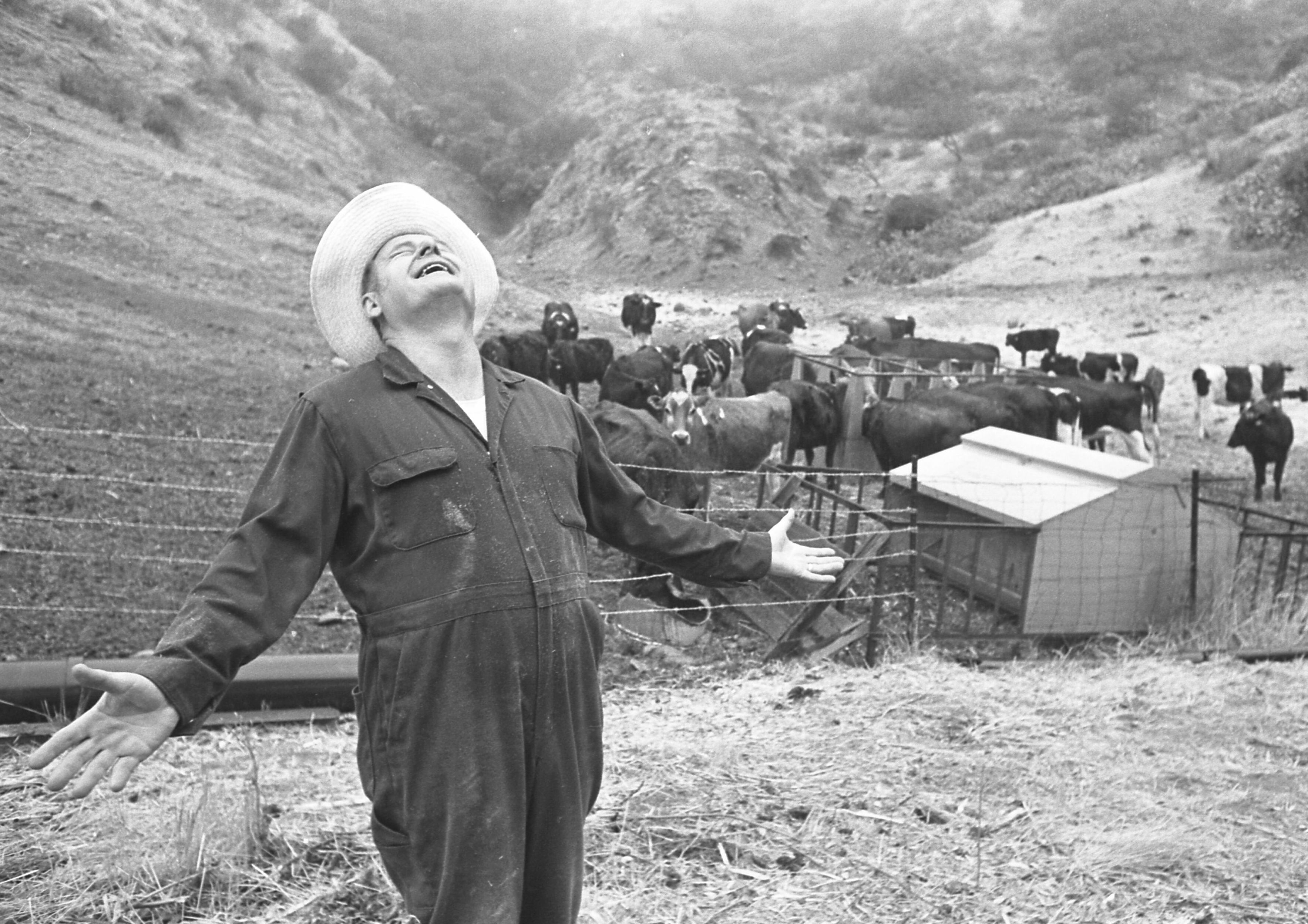
1976년 가뭄 중 비를 반기는 농부.

또한 가뭄 예측이 본질적으로 무작위적이었고 최근의 심각한 가뭄에 대한 대응으로, 1977년 미국 내무부 수자원 연구 및 기술청은 다변량 데이터의 통계 분석에서 엔트로피 최소-최대 방법의 적용 가능성을 미래 1, 2년 동안의 가뭄 조건부 확률을 결정하는 문제에 탐색적으로 연구하기 위해 엔트로피 리미티드와 계약을 맺었다. Christensen 등 (1980)은 정보 이론 모델이 강수량이 평균 미만이거나 평균 이상일 확률을 미래 1년, 2년, 심지어 3년까지도 미미하지만 통계적으로 유의미한 정확도로 예측했음을 입증했다. 이 선구적인 연구가 미국 일기 예보에 엘니뇨-남방 진동의 영향을 발견한 것이다.

### 1986년~1992년
캘리포니아는 1986년 말부터 1992년 말까지 관측된 가장 긴 가뭄 중 하나를 겪었다. 1988년에는 미국 대부분 지역도 심각한 가뭄으로 고통받으면서 가뭄이 더욱 악화되었다. 캘리포니아에서는 1992년 말 태평양의 심각한 엘니뇨 현상(피나투보산의 1991년 6월 분출)으로 인해 이례적으로 지속적인 폭우가 내리면서 6년간의 가뭄이 끝났다.

### 2007년~2009년
2007년~2009년은 3년간의 가뭄을 겪었는데, 이는 주 역사상 12번째로 심각한 가뭄이었고, 주 전체에 비상사태가 선포된 첫 번째 가뭄이었다. 2007년~2009년 가뭄으로 인해 주 수자원 프로젝트의 물 전환량이 크게 감소했다. 2007년 여름에는 남부 캘리포니아 역사상 최악의 산불이 발생했다.

### 2011년~2017년
2011년~2017년은 2011년 12월에 시작하여 2017년 3월에 끝난 캘리포니아 역사상 가장 긴 가뭄이었다. 

2013년 12월부터 2014년 7월까지의 가뭄 진행 상황

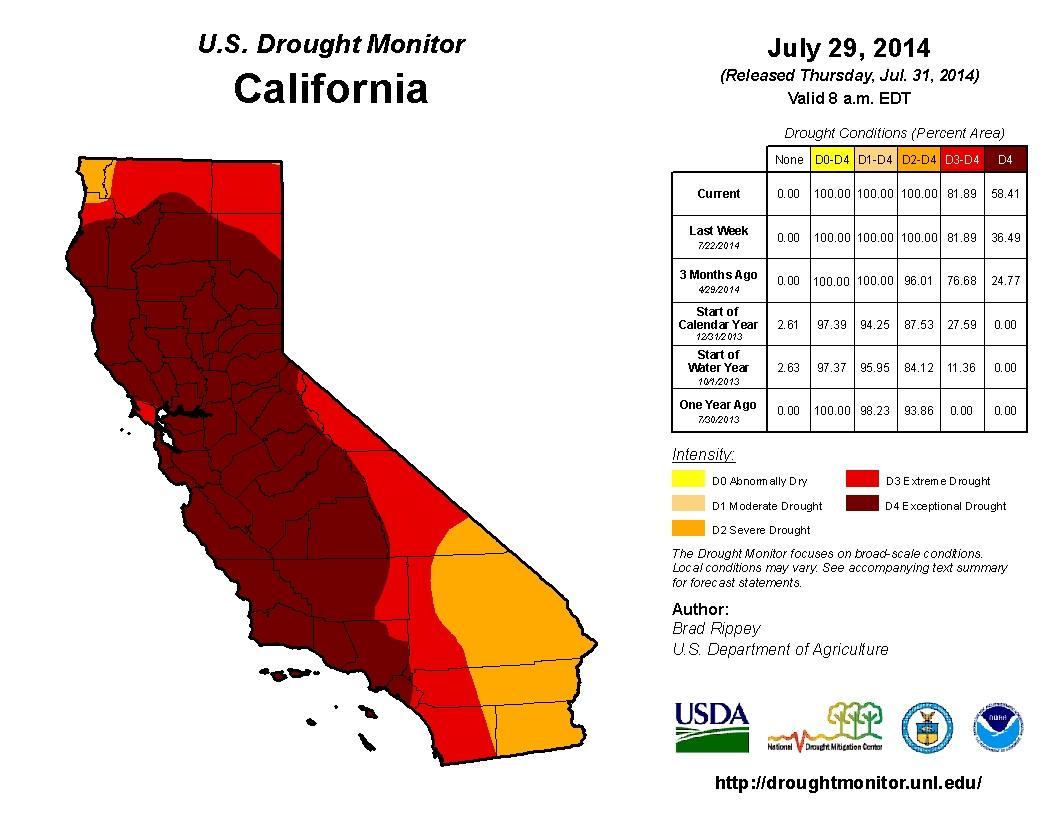
2014년 7월 말 가뭄 절정

2011년 말부터 2014년까지의 기간은 기록이 시작된 이래 캘리포니아 역사상 가장 건조한 시기였다. 2015년 5월, 필드 폴(Field Poll)이 실시한 주 거주자 여론 조사에 따르면 응답자의 3분의 2가 수자원 기관이 물 소비량을 25% 줄여야 한다고 동의했다.
2015년 엘니뇨가 캘리포니아에 비를 가져올 것이라는 예측은 가뭄 종식에 대한 희망을 불러일으켰다. 2015년 봄, 미국 해양대기청은 2015년 말까지 엘니뇨 현상 발생 확률을 80%로 밝혔다. 역사적으로 1951년에서 2015년 사이에 16번의 겨울에 엘니뇨 현상이 발생했다. 그 중 6번은 평균 이하의 강수량을 기록했고, 5번은 평균 강수량을, 5번은 평균 이상의 강수량을 기록했다. 그러나 2015년 5월 현재, 가뭄 상황은 악화되었고 평균 이상의 해수 온도는 큰 폭풍을 초래하지 않았다.
가뭄으로 인해 제리 브라운 주지사는 2015년 6월 25% 강제 물 사용 제한 조치를 시행했다.
수백만 그루의 캘리포니아 나무가 가뭄으로 죽었는데, 2016년에만 6천 2백만 그루를 포함하여 약 1억 2백만 그루에 달한다. 2016년 말까지 캘리포니아의 30%는 가뭄에서 벗어났고, 주로 주의 북부 지역이었으며, 주의 40%는 여전히 극심하거나 예외적인 가뭄 수준에 머물렀다. 2017년 1월의 폭우는 주 북부의 수자원에 상당한 이점을 줄 것으로 예상되었지만, 대규모 정전과 홍수 이후의 침식 피해가 발생했다. 비의 피해자 중 하나는 2017년 1월 8일에 쓰러진 칼라베라스 빅 트리 주립공원의 1,000년 된 파이오니어 캐빈 트리였다.
2016년~2017년 겨울은 북부 캘리포니아에서 기록상 가장 습한 겨울이었으며, 1982년~1983년에 세워진 이전 기록을 넘어섰다. 2월 초 홍수로 인해 오로빌 댐에 심각한 피해가 발생하여 새크라멘토 북부의 약 20만 명의 주민이 일시적으로 대피해야 했다. 여러 강이 범람하고 주 주요 저수지 대부분이 가득 찼던 집중 강수에 대응하여, 브라운 주지사는 4월 7일에 공식적으로 가뭄 종식을 선언했다.

## 영향

### 단기적 영향
강우로 인한 지표면 유출은 농업 및 도시 용수와 같은 캘리포니아 인프라의 여러 측면을 지원하는 데 사용되었지만, 가뭄 동안에는 심각하게 감소할 것이다. 지하수는 유출수보다 훨씬 낮은 속도로 감소하지만, 유출수 부족은 물 수요를 충족시키기 위해 지하수 펌핑 증가로 이어질 것이다. 지하수가 강수에 의해 보충될 수 있는 속도보다 더 높은 속도로 펌핑되면 지하수 수위가 떨어지기 시작하고 수질도 저하될 것이다. 이러한 관점에서 지표수와 지하수의 관계는 수문 시스템에 기여하며, 지하수는 장기간의 건조 기간 동안 지표수 흐름을 유지하는 데 도움이 된다. 두 수원이 모두 감소하면 수질과 물 가용성이 감소할 것이다. 물 부족으로 인해 사람들이 병에 걸릴 수 있다.

### 장기적 영향
과도한 지하수 펌핑과 대수층 고갈은 지반 침하와 지하수 저장량의 영구적인 손실로 이어질 것이다. 지하수 수위 감소는 지하수 저장 지역의 노출로 이어지며, 이는 지반 구조 강도 부족과 위쪽 지반이 충분히 무거울 경우 침하 가능성을 유발할 수 있다. 이는 최근 가뭄 동안 주 내 일부 지역에서 이미 시작되었다. 해안 지역 사회에서는 과도한 물 펌핑이 해수 침입으로 이어질 수 있는데, 이는 해수가 과도한 펌핑으로 비워진 지하수 저장 지역으로 유입되기 시작한다는 것을 의미한다. 이는 수질 저하를 유발하고, 물을 분배하기 전에 물을 정화하기 위한 값비싼 담수화 노력을 초래할 수 있다. 야생동물 보호 구역 및 국립 공원을 통한 물의 흐름은 지표수 및 지하수 감소로 인해 감소하거나 완전히 멈출 수 있으며, 캘리포니아 수자원 과학 센터는 이러한 위험 지역의 물 흐름을 복원하고 유지하려는 팀의 일원이다. 물의 흐름 감소와 바람이 많거나 건조한 날씨 증가로 산불 위험이 증가하며, 번개 또는 우발적인 인간의 실수로 인해 평소보다 건조한 기후로 인해 거대한 산불이 발생할 수 있다.

## 가능한 적응
적응은 상황에 맞춰 조정하는 과정으로, 가뭄을 막으려 하지 않고 가뭄 조건에서 물을 보존하려 노력하는 것을 의미한다. 이것은 가장 많이 사용되는 옵션인데, 가뭄은 기상 과정이므로 가뭄을 막는 것이 어렵기 때문이다. 혁신과 문제 해결을 사용하여 문제에 적응하는 것이 종종 더 저렴하고 유용한 방법인데, 지구의 자연 과정을 바꾸려 노력하는 것은 예기치 않은 결과를 초래할 수 있기 때문이다.
- 해수 담수화
- 폐수 재활용
- 단순히 EPA 유량 증대,[40] 자연미, 서식지 다양성 등을 위해 강을 통해 흐르는 물을 재순환시키는 것
- 넘쳐나는 호수에서 예상치 못하게 채워지지 않을 호수로 물을 옮기기 위한 펌프 및 운하 설치
- 지하수 저장량 증가
- 지표수 저장량 증가
- 수영장 폐지 (또는 물이 새거나 증발하지 않도록 유지 및 덮개 설치)
- 엄청난 양의 물을 사용하는 골프장 및 기타 시설 폐지
- 아몬드 숲, 와인 포도원과 같은 물 사용량이 많은 작물 재배 중단
- 가뭄이 아닌 주에서 식료품 재료 조달 (특히 캘리포니아에서 수출되는 재료의 경우)
- 취약한 제방 수리 및 교체[41]

## 인프라 문제
강수량 부족은 주 수자원 인프라 시스템에 물을 덜 남기게 되어, 이 제한된 자원을 가장 잘 활용하는 방법에 대한 논쟁으로 이어진다.

### 새로운 인프라 부족
1979년 이래 인구가 두 배로 증가했음에도 불구하고 대규모 수자원 프로젝트는 거의 건설되지 않았다.

### 비효율적인 분배 시스템
캘리포니아의 많은 수자원 네트워크는 물을 북쪽에서 남쪽으로 이동시키는 펌프 시스템에 의존하기 때문에, 겨울 폭풍이 몰아칠 때 강물 흐름이 펌프 용량을 초과하면 많은 양의 물이 종종 태평양으로 유실된다. 이는 이동하는 물고기를 보호하기 위해 특정 월에 펌핑을 제한하는 환경 규제로 인해 더욱 복잡해진다. 2015년 수문년에는 9,400,000 에이커피트 (11.6 km3)의 물이 새크라멘토-샌와킨강 삼각주를 통해 흘렀지만, 겨우 1,900,000 에이커피트 (2.3 km3)만이 물 분배 시스템으로 회수되었다.

### 홍수 통제를 위한 저수량 확보

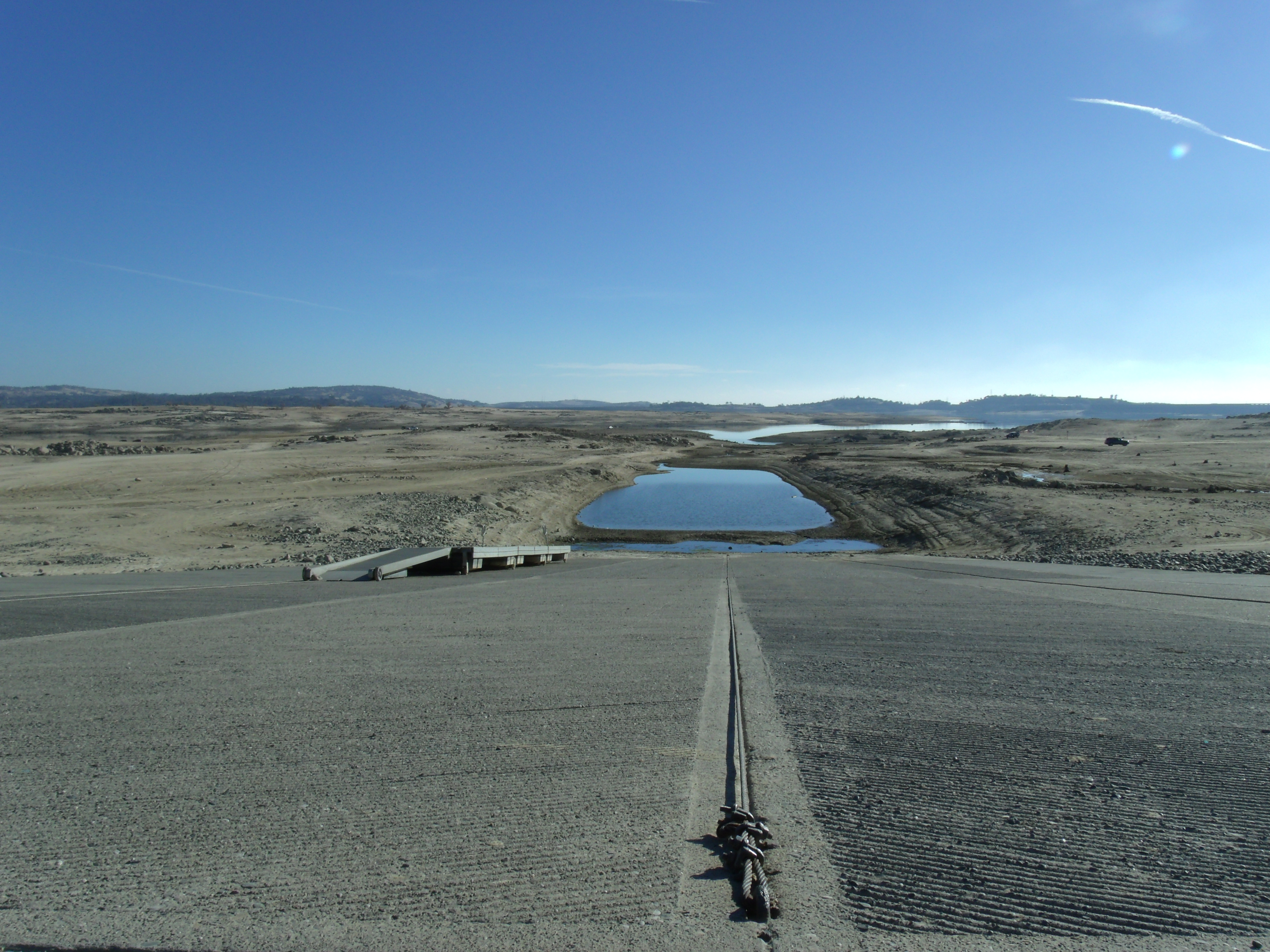
2014년 1월 폴섬 호수의 마른 보트 진입로

캘리포니아의 주요 저수지 대부분은 중요한 홍수 통제 기능을 수행한다. 강수로와 댐 수문의 제한된 용량 때문에 주요 폭풍 전에 저수지를 빠르게 배수할 수 없다. 이는 저수지 용량 중 장기 저장에 사용할 수 있는 양을 제한한다. 캘리포니아의 저수지는 비 홍수, 눈 녹음 홍수 또는 둘 다를 통제하도록 설계되었다.
주의 해안 및 남부 지역, 그리고 새크라멘토강 시스템의 대부분에서 주요 위협은 11월~4월 우기의 강우 홍수이다. 해양성 "대기천" 또는 파인애플 익스프레스 폭풍은 짧은 기간(종종 연간 총 강수량의 최대 50%) 동안 대규모 강수를 발생시킬 수 있다. 이는 저수지에 일정 수준의 안전 여유를 유지해야 하며, 이들은 종종 4월 말이나 5월까지 만수위가 허용되지 않는다. 캘리포니아에서 가장 큰 저수지인 샤스타 호수는 강우 홍수를 통제하기 위해 겨울에는 약 71%의 용량으로 제한된다. 새크라멘토강 및 아메리칸강과 같은 북부 캘리포니아 강을 따라 있는 제방은 대량의 홍수를 통과시키기 위해 매우 넓게 설계되었다.
샌와킨강 유역(샌와킨 밸리)과 적설이 하천 유량의 주요 원천인 주 내 다른 지역에서는 하천 수로가 주로 눈 녹음 홍수를 통제하도록 설계되어 있다. 눈 녹음 홍수는 비 홍수와 같이 거대한 최고치를 발생시키지는 않지만, 지속 시간이 더 길고 총량이 훨씬 많다. 결과적으로 이 지역의 저수지는 방류할 수 있는 물의 양에 매우 엄격한 제한을 받는다. 눈 홍수를 위해 운영되는 저수지의 예로는 프레즈노 근처의 파인 플랫 호수가 있는데, 이 호수는 여름철 눈 녹음을 포획하기 위해 봄철까지 약 53%의 용량으로 제한된다. 그러나 파인 플랫과 다른 샌와킨강 저수지는 겨울 폭풍 사이에 물을 충분히 빨리 방류할 수 없기 때문에 비 홍수 통제에 자주 비효율적이다.

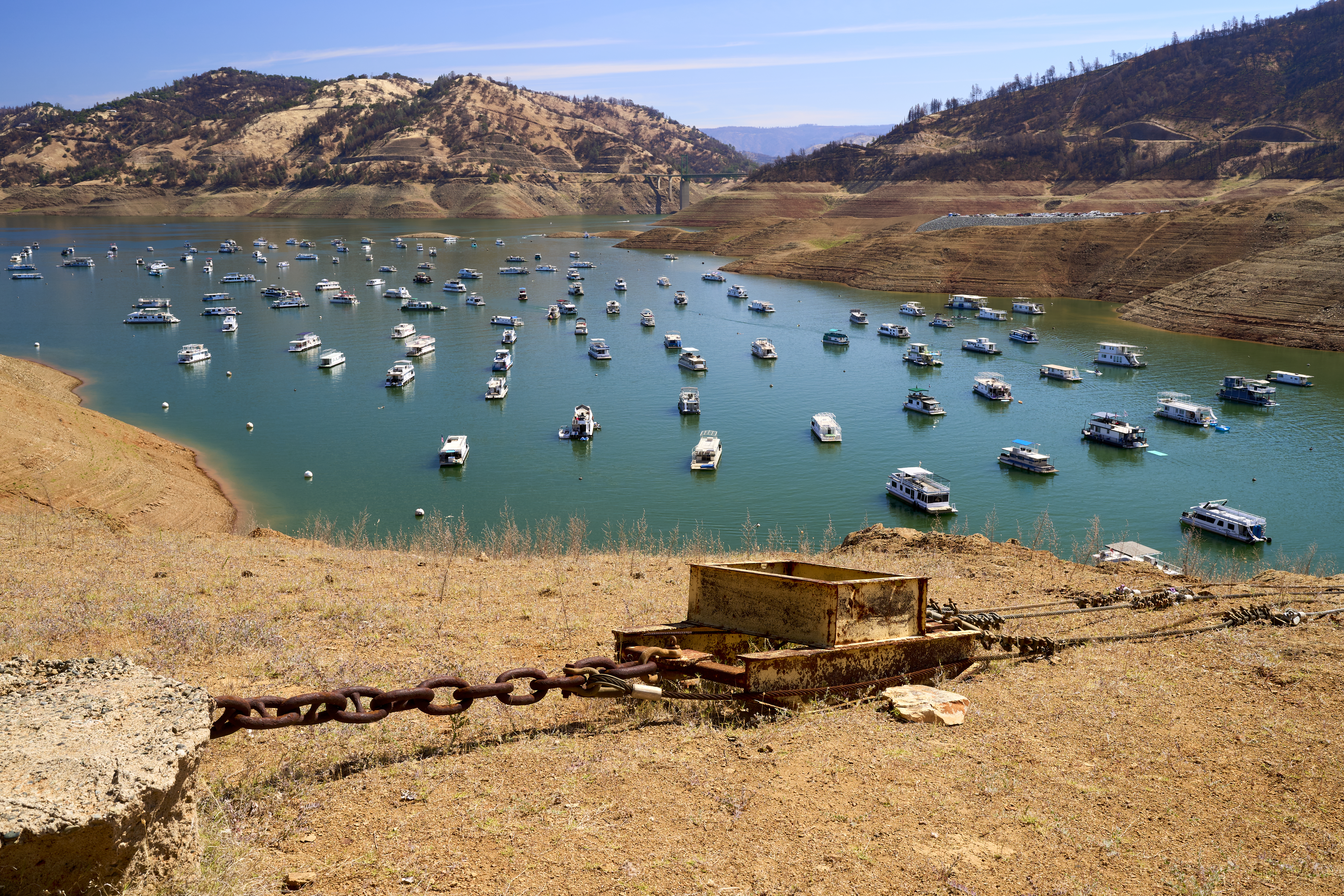
2021년 5월, 오로빌 호수의 수위가 용량의 38%로 떨어졌다. 캘리포니아가 또 다른 가뭄의 해로 접어들면서 보트들은 드러난 강변에 비해 왜소해 보인다.

주 내 일부 지역, 특히 시에라네바다 중부 지역은 비 홍수와 눈 홍수 모두에 취약하다. 오로빌 호수 및 폴섬 호수와 같은 저수지는 더 넓은 범위의 유출 조건에 대응해야 한다. 오로빌 호수는 일반적으로 겨울 동안 용량의 79~89%로 제한되며, 폴섬 호수는 33~60%로 제한된다. 이 값들은 예상되는 비와 눈의 양에 따라 종종 조정된다. 폴섬 호수에서는 저수지 규모가 작기 때문에 겨울 홍수 통제 공간의 필요성과 여름철 물 저장 필요성 사이의 균형을 맞추기가 어렵다. 이는 예상보다 적은 봄철 눈 녹음으로 인해 호수를 채우지 못하는 결과를 초래하는 경우가 많다. 수자원 관리자 및 수문학 전문가들은 개선된 일기 예보 및 적설량 측정 기술을 인용하며 폴섬 댐의 시대에 뒤떨어지고 지나치게 보수적인 운영 기준을 비판했다.
예측 방법의 발전은 멘도시노 호수와 같은 특정 캘리포니아 저수지에서 더 효율적이거나 "스마트한" 운영을 가능하게 했다. 건조한 날씨가 예측되면 물은 하류로 낭비되지 않고 법적 홍수 통제 한도 이상으로 저장될 수 있다. 이 프로그램은 "예측 기반 저수지 운영"으로 알려져 있다. 또한, 폴섬 댐의 9억 달러짜리 수문 프로젝트와 같은 자본 개선은 물 방류에 더 큰 유연성을 허용하여 우기에도 높은 저수위 유지를 더 안전하게 만들 것이다.
| 선택된 캘리포니아 저수지의 홍수 통제 제한 | 선택된 캘리포니아 저수지의 홍수 통제 제한 | 선택된 캘리포니아 저수지의 홍수 통제 제한 | 선택된 캘리포니아 저수지의 홍수 통제 제한 | 선택된 캘리포니아 저수지의 홍수 통제 제한 | 선택된 캘리포니아 저수지의 홍수 통제 제한 | 선택된 캘리포니아 저수지의 홍수 통제 제한 | 선택된 캘리포니아 저수지의 홍수 통제 제한 | 선택된 캘리포니아 저수지의 홍수 통제 제한 |
| 저수지                                    | 강                                        | 용량                                      | 용량                                      | 최대 홍수 통제 유보량                     | 최대 홍수 통제 유보량                     | 총 용량 중 홍수 통제를 위해 유보된 비율   | 목표 홍수 방류량                          | 목표 홍수 방류량                          |
|                                           |                                           | 에이커 피트                               | km3                                       | 에이커 피트                               | km3                                       |                                           | ft3/s                                     | m3/s                                      |
| ----------------------------------------- | ----------------------------------------- | ----------------------------------------- | ----------------------------------------- | ----------------------------------------- | ----------------------------------------- | ----------------------------------------- | ----------------------------------------- | ----------------------------------------- |
| 샤스타 호수                               | 새크라멘토강                              | 4,552,000                                 | 5.615                                     | 1,300,000                                 | 1.6                                       | 28.5%                                     | 79,000                                    | 2,200                                     |
| 오로빌 호수                               | 페더강                                    | 3,540,000                                 | 4.37                                      | 750,000                                   | 0.93                                      | 21.1%                                     | 150,000                                   | 4,200                                     |
| 뉴 불라드 바 댐                           | 유바강                                    | 966,000                                   | 1.192                                     | 170,000                                   | 0.21                                      | 17.6%                                     | 50,000                                    | 1,400                                     |
| 폴섬 호수                                 | 아메리칸강                                | 977,000                                   | 1.205                                     | 670,000                                   | 0.83                                      | 68.5%                                     | 115,000                                   | 3,300                                     |
| 카만치 호수                               | 모켈럼니강                                | 417,000                                   | 0.514                                     | 200,000                                   | 0.25                                      | 48.0%                                     | 5,000                                     | 140                                       |
| 뉴 호건 호수                              | 칼라베라스강                              | 317,000                                   | 0.391                                     | 165,000                                   | 0.204                                     | 52.1%                                     | 12,500                                    | 350                                       |
| 뉴 멜론즈 호수                            | 스타니슬라우스강                          | 2,420,000                                 | 2.99                                      | 450,000                                   | 0.56                                      | 18.6%                                     | 8,000                                     | 230                                       |
| 돈 페드로 호수                            | 투올럼니강                                | 2,030,000                                 | 2.50                                      | 340,000                                   | 0.42                                      | 16.7%                                     | 9,000                                     | 250                                       |
| 맥클루어 호수                             | 머세드강                                  | 1,025,000                                 | 1.264                                     | 350,000                                   | 0.43                                      | 34.2%                                     | 6,000                                     | 170                                       |
| 밀러튼 호수                               | 샌와킨강                                  | 521,000                                   | 0.643                                     | 391,000                                   | 0.482                                     | 75.0%                                     | 8,000                                     | 230                                       |
| 파인 플랫 호수                            | 킹스강                                    | 1,000,000                                 | 1.2                                       | 475,000                                   | 0.586                                     | 47.5%                                     | 7,950                                     | 225                                       |
| 이사벨라 호수                             | 컨강                                      | 568,000                                   | 0.701                                     | 398,000                                   | 0.491                                     | 70.1%                                     | 4,600                                     | 130                                       |

### 기상 주기
캘리포니아는 미국의 어떤 주보다도 기후 변동성이 크며, 매우 습한 해 뒤에 극도로 건조한 해가 오는 경우가 많다. 주 저수지는 습한 해와 건조한 해 사이에 물 공급의 균형을 맞추기에 충분한 용량을 가지고 있지 않다.
엘니뇨와 라니냐는 각각 캘리포니아의 습하고 건조한 주기와 관련이 있는 경우가 많았지만(1982년~1983년 엘니뇨 사건, 역사상 가장 강력한 엘니뇨 중 하나는 주에 기록적인 강수를 가져왔다), 최근 기후 데이터는 인간이 유발한 지구 온난화의 증가하는 영향으로 인해 이러한 관계에 대한 혼합된 증거를 보여준다. 매우 습했던 2010년~2011년 시즌은 강력한 라니냐 단계에서 발생했지만, 1982년~1983년의 강도를 넘어선 2014년~2016년 엘니뇨 사건은 주에 눈에 띄는 강수량 증가를 가져오지 않았다.
2012년~2015년 북미 가뭄은 2011년~2012년 겨울에 북극진동 및 북대서양 진동 조건으로 인해 미국에서 폭풍이 사라지면서 발생했다.

### 대량 물 사용자
- 매년 약 5,100,000 에이커피트 (6.3 km3)의 물이 캘리포니아에서 가축 사료로 사용된다.[54]
- 대규모 농부: 한 명의 대규모 농부 부부가 로스앤젤레스의 모든 가구가 사용하는 물보다 더 많은 물을 사용한다.[55]
- 또한, 2008년~2015년 동안 멸종 위기에 처한 델타 스멜트를 살리기 위해 샌프란시스코만으로 2,400,000 에이커피트 (3.0 km3)(300,000 에이커피트 (0.37 km3) 연간) 이상의 물이 방류되었다.[56] 대안으로 염분 장벽이 설치되고 있다.[57]

### 유량 증대
EPA 수질 기준을 충족하려면 현재 하루에 수십억 갤런의 물이 바다로 흘러가도록 허용해야 한다.
2023년 3월 20일, 트리니티 호수는 유량 증대로 인해 하루 10억 갤런의 물을 잃고 있었다. 이는 역사적인 가뭄 기간 동안 발생했으며, 트리니티 호수는 역사적 평균의 50%에 불과했지만 다른 모든 주요 캘리포니아 호수는 최소 91%의 역사적 평균을 유지하고 있었다. 트리니티강 복원 프로그램은 유량을 조절하는 역할을 한다.

### 공급과 수요
캘리포니아의 물은 비쌀 수 있다.
이는 수자원 관리 문제에 대한 인식을 높인다.
일부 경우, 지하수 수위가 지하 100피트에서 400~600피트로 떨어져 대부분의 개인 우물 소유자가 자신의 수원에 접근할 수 없게 되었다.

#### 물을 상품으로 취급하는 행위
물은 정부의 동의하에 관리되며, 이는 정부가 관할 지역 내의 모든 자유롭게 흐르는 강, 호수 및 수역에 대한 소유권 및 관리를 가정한다. 미국에서는 많은 경우 물이 네슬레의 72개 브랜드 생수와 같은 상업적 목적으로 사용되어 왔다. 물은 물 권리를 판매하는 정부 당국에 의해 관리된다. 일부 지방 및 주 정부는 지역 사회와 환경에 해를 끼치더라도 수입을 위해 물 권리를 판매하는 데 의존해 왔다. (예: 캘리포니아에서 물을 빼내 병에 담아 미국과 전 세계의 물이 풍부한 지역으로 이윤을 위해 운송하는 행위). 이로 인해 많은 사람들이 물을 상품으로 취급하는 것에 대해 비판을 제기했다.
그러나 네슬레가 법에 따라 행동했다고 주장했음에도 불구하고, 2017년 캘리포니아 당국은 이 회사가 연간 230만 갤런의 권리를 훨씬 초과하는 5800만 갤런을 추출했음을 발견했다. 최근 지역 주민들은 귀중한 자원의 "도난"에 맞서 싸우고 있으며, 대규모 물 취수 시설 설립을 반대하고 허용하지 않고 있다. 예를 들어, 캘리포니아의 주 수자원 관리 위원회 관계자들은 네슬레가 샌버너디노 국유림에서 수백만 갤런의 물을 빼내는 것을 막기 위한 조치를 취했다. 네슬레는 허가 기간이 수십 년이 지났는데도 숲에서 계속 병에 물을 담고 있었다. 그렇게 함으로써 네슬레는 스트로베리 크릭을 고갈시켰다.
다른 생수 회사인 크리스탈 가이저는 생수 시설에서 비소 오염 폐수를 불법적으로 운송 및 투기한 것으로 밝혀졌다.

#### 물 독립
오렌지 카운티는 세계 최대 규모의 간접 식수 재활용 프로젝트인 지하수 보충 시스템을 구축하여 물 독립을 위해 노력하고 있다. 포세이돈 워터는 또한 오렌지 카운티를 위해 헌팅턴 비치에 해수 담수화 플랜트를 개발 중이며 이미 샌디에이고 카운티를 위해 칼즈배드에 해수 담수화 플랜트를 건설하여 운영하고 있다. 두 플랜트를 합쳐 하루에 1억 갤런의 식수를 공급할 예정이며, 이는 약 80만 명의 인구를 위한 물에 해당한다.

## 같이 보기
- 전 지구적 기후 교란
- 기후에 대한 지표면의 영향
- 캘리포니아의 물 재사용